# Franz Robert Wagner
Franz Robert Wagner (* 1944 in Stöttera/Burgenland) ist ein österreichischer Schauspieler, Hörspielsprecher und Off-Sprecher.

## Leben
Franz Robert Wagner absolvierte seine Schauspielausbildung am Konservatorium der Stadt Wien, privat nahm er bei Julia Janssen, Fritz Lehmann und Boy Gobert Unterricht.
1966 gab er sein Debüt bei den Festspielen in Grein an der Donau in Léocadia von Jean Anouilh. Bei den Wiener Festwochen wirkte er 1967 in Kasperl auf dem elektrischen Stuhl von Konrad Bayer mit. Weitere Stationen waren in Deutschland Oldenburg, Düsseldorf, Dortmund und Nürnberg.
Anschließend war er persönlicher Referent von Alfred Stögmüller und Schauspieler und Regisseur am Landestheater Linz. 1984 debütierte er in Mittagswende von Paul Claudel am Theater in der Josefstadt in Wien, wo er ab 1986 Ensemblemitglied war und beispielsweise als Mortimer in Maria Stuart, als Titus Feuerfuchs in der Nestroy-Posse Der Talisman sowie als Lord Caversham in Der ideale Gatte auf der Bühne stand.
Im Fernsehfilm Ein Herz wird wieder jung mit Otto Schenk als Friedrich Hoffmann verkörperte er 1999 dessen Neffen Theodor Hoffmann. Als Off-Sprecher war er unter anderem von 1994 bis 2018 in der ORF-Serie Universum zu hören, außerdem ist er die Off-Stimme der ORF-Serie Wir sind Kaiser.

## Filmografie (Auswahl)
Als Schauspieler
- 1984: Winterlegende (Fernsehfilm)
- 1987: Minna von Barnhelm (Fernsehfilm)
- 1988: So ist es – Wie es ihnen scheint (Fernsehfilm)
- 1989: Professor Bernhardi (Fernsehfilm)
- 1990: Sidonie (Fernsehfilm)
- 1992: Außer Kontrolle (Fernsehfilm)
- 1999: Ein Herz wird wieder jung (Fernsehfilm)
- 2005: Kampl (Fernsehfilm)
- 2008: Ein General gegen Hitler – Wilhelm Zehner (Fernsehfilm)

Als Sprecher
- 1994–2018: Universum (Fernsehserie)
- 2002: Irrfahrt der Atlantic (Atlantic Drift)
- 2002, 2018: Österreich-Bild (Fernsehserie)
- 2004: Jakob Hutter und die Hutterer – Märtyrer des Glaubens
- 2005: Elfriede Ott 80 – Eine Erfolgsgeschichte
- 2005: Subterra incognita (Dokumentation)
- 2005: Tage des Terrors (Fernsehfilm)
- seit 2007: Wir sind Kaiser (Fernsehserie)
- 2009, 2015: Menschen & Mächte (Fernsehserie)
- 2010–2018: Erlebnis Österreich (Fernsehserie)
- 2010: Weiß wie Schnee (Fernsehfilm)
- 2012: The Magic of the Leopard (Dokumentation)
- 2010–2013: Aus dem Leben – Die Reportage (Fernsehserie)
- 2013: Gegen die Stille – Hubert von Goisern in Grönland (Fernsehfilm)
- 2014: Die Michaelergruft – Expedition in die Stadt der Toten (Fernsehfilm)
- 2015: Amur: Asia’s Amazon (Mini-Serie)
- 2016: Mythos Geschichte – Zum Himmel wir marschieren (Fernsehserie)
- 2018: Zeit.geschichte – Oskar Schindlers schwieriges Erbe – Die Fabrik in Brnenec/Brünnlitz (Fernsehserie)
- 2019: Lieblingsorte Steiermark (Mini-Serie)
- 2014–2019: Terra Mater (Fernsehserie)
- 2020: Habsburgs verkuppelte Töchter (Fernsehfilm)
- 2017–2021: Erbe Österreich (Fernsehserie)
- 2020–2022: Österreichs und Südtirols Bergdörfer (Fernsehserie)
- 2019–2022: Burgen und Schlösser in Österreich (Fernsehserie)
- 2023: Das Tote Gebirge: Wunderwelt in Österreich (Fernsehfilm)

## Hörspiele (Auswahl)
- 1981: Terence Rattigan: Das Abschiedsgeschenk – Regie: Ferry Bauer (Hörspielbearbeitung – ORF-OÖ)
- 1982: Heinz Piontek: Seespuk – Regie: Ferry Bauer (Original-Hörspiel – ORF-OÖ)
- 1982: Anton Gill: Der Mann, der Shakespeare schrieb – Regie: Ferry Bauer (Originalhörspiel, Science-Fiction-Hörspiel – ORF-OÖ)
- 1983: Tonja Grüner: Eine Stunde in einem Wartezimmer (Arzt) – Regie: Walter Wippersberg (Hörspiel – ORF-OÖ)
- 1983: Leo Frank: Der programmierte Agent (Moshe) – Regie: Friedrich Ch. Zauner (Hörspielbearbeitung – ORF-OÖ)
- 1983: Ernst Jacobi: Iguazu (Ernesto Vitale) – Regie: Ferry Bauer (Originalhörspiel – ORF-OÖ)
- 1988: Ladislav Mňačko: Das Glockenspiel (Duna) – Regie: Hans Rochelt (Hörspiel – ORF-B)
- 1988: Trude Ackermann: Sternenverdunkelung (Helmut) – Regie: Frank Michael Weber (Originalhörspiel – ORF)
- 1988: Georges-Olivier Châteaureynaud: Die schöne Köhlerin (Maxence) – Bearbeitung und Regie: Konrad Holzer (Hörspielbearbeitung – ORF-W)
- 1988: Gert Jonke: Der Kopf des Georg Friedrich Händel (Sänger, Arzt) – Bearbeitung und Regie: Konrad Holzer (Hörspielbearbeitung – ORF-W)
- 1989: Vasco Pratolini: Chronik einer Familie (1. Mann) – Bearbeitung und Regie: Konrad Holzer (Hörspielbearbeitung – ORF-W)
- 1989: Marta Morazzoni: Die Ordnung des Hauses (Anton) – Bearbeitung und Regie: Konrad Holzer (Hörspielbearbeitung – ORF-W)
- 1989: Sidonia Binder: Der Ausritt (Max Eberhard) – Regie: Günter Unger (Hörspiel, Kriminalhörspiel – ORF-B)
- 1990: Heidrun Brunmair: Sonnenfinsternis –  Regie: Hans Rochelt (Hörspiel – ORF-B)
- 1990: Helen Meier: Das Haus mit Garten (Mann) – Bearbeitung und Regie: Konrad Holzer (Hörspielbearbeitung – ORF-W)
- 1991: Friedl Berka-Unger: Onkel Joe (Andreas) – Regie: Hans Rochelt (Hörspiel – ORF-B)
- 1991: Hermann Staffler: Torpedo (Maiale) – Regie: Reinhard Handl (Originalhörspiel, Hörbild – ORF)
- 1991: Georg Kövary: Matthias der Gänsehirt (Erzähler) – Regie: Hans Rochelt (Hörspiel – ORF-B)
- 1991: Edith Wharton: Granatapfelkerne (Kenneth) – Bearbeitung und Regie: Konrad Holzer (Hörspielbearbeitung – ORF-W)
- 1993: Eberhard Petschinka: Ruster Storchenbiß – Regie: Günter Unger (Originalhörspiel – ORF-B)
- 1994: Anna Stern: Zwei Brüder im Frack – Regie: Hans Rochelt (Hörspiel – ORF-B)

Quelle: Ö1-Hörspieldatenbank
Sonstige Produktion:
- 1993/94: Klassik für Kids – Regie: Heikedine Körting, Andreas E. Beurmann (Europa)[3][4]

## Auszeichnungen (Auswahl)
- 2005: Goldenes Verdienstzeichen des Landes Wien[1][5]
- Verleihung des Berufstitels Kammerschauspieler[1]